# Acanthoscelides cruciatus
Acanthoscelides cruciatus is een keversoort uit de familie bladkevers (Chrysomelidae). De wetenschappelijke naam van de soort werd in 1827 gepubliceerd door Hummel.